# Quận Grant, New Mexico
Quận Grant là một quận thuộc tiểu bang New Mexico, Hoa Kỳ. Quận này có diện tích km², dân số theo điều tra năm  2000 của Cục điều tra dân số Hoa Kỳ là người 2. Quận lỵ đóng tại thành phố , New Mexico6.

## Địa lý
Theo Cục điều tra dân số Hoa Kỳ, quận có diện tích 10.277 km2, trong đó có 5 km2 là diện tích mặt nước.

### Quận giáp ranh
- Quận Catron, New Mexico - bắc
- Quận Sierra, New Mexico - đông
- Quận Luna, New Mexico - đông nam
- Quận Hidalgo, New Mexico - nam
- Quận Greenlee, Arizona - tây